# Quinton (Saskatchewan)
Quinton es un pueblo canadiense situado en la provincia de Saskatchewan.

## Superficie
Quinton tiene una superficie de 0,97 km².

## Demografía
En 2021, tenía 89 habitantes, una densidad poblacional de 91,6 hab./km², y 46 viviendas.